# Riot (banda)
Riot (actualmente Riot V) es una banda de heavy metal estadounidense, fundada en 1975 en la ciudad de Nueva York, por el guitarrista y principal compositor Mark Reale, completando la primera alineación con Guy Speranza, Louie Kouvaris, Jimmy Iommi, y Peter Bitelli. El 25 de enero de 2012, el único miembro fundador que permanecía en la banda y líder del grupo, Mark Reale, aquejado por la enfermedad de Crohn, sufrió una hemorragia de la que no se recuperó. Los restantes miembros decidieron continuar con la banda, pero para honrar su legado cambiaron formalmente su nombre a Riot V.
Riot es una de las bandas pioneras del heavy metal y del speed metal. Ha influenciado a artistas que van desde Metallica en sus inicios a, trascendiendo géneros y entrando en el siglo XXI, Lady Gaga.Son igualmente numerosos los grupos que han grabado versiones de sus canciones, pudiendo citarse a Hammerfall, Rhapsody o Axel Rudi Pell. A pesar de esta indudable importancia para el heavy metal, nunca llegaron a obtener un gran éxito comercial, en gran medida por una concatenación de tragedias (incluyendo el fallecimiento prematuro de hasta tres miembros) y mala suerte. Este hecho ha sido destacado en varias biografías y documentales, considerándose a Riot un ejemplo paradigmático de banda infravalorada.

## Historia

### Riot I
Los neoyorquinos Riot, banda nacida hacia 1975, sentaron las bases de su sonido con un primitivo pero a la vez evocador long play, editado en 1977: Rock City. Fue el inicio de una trayectoria que musicalmente sería gloriosa, pero que nunca impactaría en el mercado a nivel comercial. Este álbum contiene uno de los mayores clásicos de toda la carrera de la banda: "Warrior". Es la obra que abría la trilogía con Guy Speranza al frente. Narita y, en especial, Fire Down Under serían la cima de estos primerizos Riot. 
En el momento en el que se publicó el álbum, existía una importante polémica en Estados Unidos sobre la caza de focas y un responsable de su discográfica decidió que sería comercialmente positivo (lo cual a la postre resultaría tener más bien el efecto contrario) que en la portada figurara un híbrido de foca y humano vengándose de los cazadores. Así nacería "Johnny, the Mighty Tior", la mascota del grupo, que aparecería en sucesivas portadas.
En 1979 publican Narita, clara consolidación de la banda, cuyo título hacía referencia al aeropuerto japonés, país en el que ya estaban cosechando éxito y donde, de hecho, se publicó primero el álbum.
Narita brinda hard rock de peso, con buenos fundamentos para rivalizar con la emergente generación NWOBHM del Reino Unido. La pérdida del guitarrista L.A. Kouvaris había sido suplida con la entrada de Rick Ventura, una de las figuras claves de los primeros Riot. Además de la canción instrumental “Narita”, "Road Racin’", al igual que “Warrior” en el debut, se convertiría en una de las piezas esenciales de la banda en directo. El grupo por entonces estaba haciéndose un lugar en la incipiente escena del heavy metal global, siendo parte en 1980 del histórico cartel del primer Monsters of Rock de Donington, considerado el primer festival de heavy metal de la historia.
Llegamos así a Fire Down Under, publicado en 1981. No solo es la obra cumbre de la primera etapa de Riot, sino que incluso para buena parte de los aficionados veteranos del grupo es su disco preferido. Todo lo que habían ofrecido en los dos elepés anteriores brilló con más intensidad en Fire Down Under, una obra que se iniciaba con uno de los grandes clásicos del grupo: "Swords And Tequila". Más rápidos, considerándose este disco avanzado a su tiempo (hasta el punto de que su discográfica se negó a lanzarlo al mercado y sólo lo terminó haciendo por las presiones de los fans) y uno de los pilares del speed metal, en esta obra fundamental presentaban una renovada sección rítmica: Sandy Slavin (batería) y Kip Leming (bajo). El guitarrista Rick Ventura se había convertido en una pieza clave en el engranaje del grupo. Entre las cimas de aquella pareja irrepetible, Reale y Speranza, quedaría la canción "Outlaw", con varias frases en español de Antonio Ramos. Esta obra esencial se cierra con la instrumental “Flashbacks”, en la que incluyeron sonidos de ambiente de conciertos, como el de Monsters Of Rock en Donington o la presentación del DJ Neal Kay del Hammersmith Odeon, de Londres. El disco llegaría a entrar en el Billboard 200, pero la inercia exitosa del grupo se frenó con la marcha de su vocalista. Speranza dejaría la música en su mejor momento, para trabajar en el control de plagas y fallecería un tiempo después por un cáncer de páncreas.
En el año 2019, los exmiembros Kouvaris y Ventura formarían una banda homenaje llamada Riot Act centrada en tocar canciones de la época de Riot I, pero el proyecto se truncaría por el fallecimiento de Kouvaris poco después debido al coronavirus.

### Riot II
La marcha del vocalista Guy Speranza parecía haber cortado la incesante progresión del conjunto americano. Sin embargo, Mark Reale no quiso perder la buena estela que habían trazado, contratando en poco tiempo a Rhett Forrester. Los de Nueva York endurecieron su sonido para el nuevo disco, Restless Breed (1982). Con la misma formación, Riot grabaron el que sería segundo y último disco con el vocalista Rhett Forrester: Born in America (1983). La errática conducta del vocalista (quien acabaría siendo asesinado en un tiroteo), unido al número uno en ventas logrado por Quiet Riot y la confusión que la similitud con ese nombre generaba entre los aficionados (en la contraportada de Born in America figuraba incluso una nota indicando que este era “el Riot duro” y que “no aceptes imitaciones”), terminaron por destruir el grupo. Mark Reale decidió trasladarse a Texas e inició otros proyectos, creando una nueva banda llamada Narita. No obstante, unos años después decidiría resucitar Riot.

### Riot III
En un nuevo reinicio, Mark Reale reclutó al bajista Don Van Stavern, y descubrió al soberbio vocalista Tony Moore y al no menos magistral batería Bobby Jarzombek. Esta formación publicó en 1988 el disco Thundersteel, para muchos aficionados su obra cumbre y un ejemplo paradigmático de power metal estadounidense, que engrosó el número de clásicos de la banda con canciones como “Thundersteel”, “Bloodstreets”, “Flight of the Warrior”, “Fight or Fall”, “Sign of the Crimson Storm” o "Johnny's Back". En 1990, esta misma formación publicaría The Privilege Of Power, un arriesgado disco con rasgos conceptuales y cuyas canciones están conectadas por sonidos de televisión. Como ya era costumbre, el vocalista decidió abandonar la banda, cortándose abruptamente la progresión iniciada con aquel ya clásico álbum de 1988.

### Riot IV
Nueva etapa de unos remozados Riot en la que solo resistieron el irreductible Mark Reale, Bobby Jarzombek y Mike Flyntz, que había entrado en la banda apoyando en directo a la formación de Thundersteel, presentando al nuevo cantante Mike DiMeo. Esta nueva formación debutaría con Nightbreaker (1993) y un sonido que vira claramente al hard rock. A este disco seguiríanThe Brethren Of The Long House (1996), dedicado a la cultura de los indios americanos, Inishmore (1997), con un nexo lírico en las leyendas celtas e irlandesas, y Sons of Society (1999). Estas obras, que siguieron manteniendo la habitual calidad musical pero no alcanzaron éxito comercial, fueron grabadas por la más longeva formación estable de Riot en su historia hasta entonces. El baile de miembros retornaría ya llegado el nuevo siglo, con Through the Storm (2002), dada la entrada del batería Bobby Rondinelli (ex Rainbow) en sustitución de Bobby Jarzombek, y culminaría tras Army of One (2006), último disco con DiMeo al micrófono (al menos, a efectos de la grabación, pues Mike Tirelli ya había asumido esa función con la banda). Con DiMeo abandonando a Riot por Masterplan, Riot ofrecería conciertos esporádicos desde 2005 con el cantante Mike Tirelli. A partir de 2008, comenzaron a surgir los rumores de un retorno de Tony Moore y el resto de los componentes que grabaron Thundersteel.

### Reunión de Riot III y muerte de Mark Reale
La esperada reunión se produjo finalmente en 2010, publicándose al año siguiente el álbum Immortal Soul (2011), que tuvo una excelente acogida por parte de la crítica. Mark Reale, el líder de la banda, fallecería poco después, poniendo aparentemente fin a Riot.

### Riot V y actualidad
Después del trágico fallecimiento de su líder, Mark Reale, los integrantes restantes de la banda liderados por Don Van Stavern y Mike Flyntz (único miembro que llevaba ininterrumpidamente en Riot desde la década de 1980) deciden continuar con su legado, con la aprobación del padre de Mark, Tony Reale. Como respeto a Mark Reale, deciden cambiar formalmente el nombre de la banda, eligiendo Riot V (por ser la quinta formación, con un quinto cantante -en este caso, Todd Michael Hall-, que entra al estudio). Esta nueva formación debutaría con Unleash the Fire (2014), que entraría en la lista de los discos más vendidos en Oricon Album Chart. A continuación, la trayectoria de Riot sería reconocida incluyéndoles en el Salón de la Fama del Metal, en un acto en el que recogería el galardón la nueva formación. Poco después se publicaría Armor of Light (2018), que supondría la entrada de Riot por primera vez en la lista de discos más vendidos de Alemania y haría que fueran fichados por la discográfica Atomic Fire. Bajo este sello publicarían Mean Streets (2024). Los álbumes de esta nueva formación se alzaron con buenas críticas, continuando así satisfactoriamente el legado de la banda.

## Integrantes

### Como Riot V

#### Miembros
- Don Van Stavern (Bajo) (1986-1990, 2008-actualidad)
- Mike Flyntz (Guitarra eléctrica) (1989 - actualidad)
- Frank Gilchriest (Batería) (2003-2007, 2014-actualidad)
- Todd Michael Hall (vocalista) (2013-actualidad)
- Nick Lee (Guitarra eléctrica) (2014-actualidad)

### Como Riot

#### Última formación
- Mark Reale (Guitarra eléctrica) † (1975 - 2012)
- Don Van Stavern (Bajo)
- Mike Flyntz (Guitarra)
- Todd Michael Hall (Vocalista)
- Bobby Jarzombek (Batería)

#### Miembros anteriores
- Voz - Guy Speranza † (1975 - 1981)
- Voz - Rhett Forrester † (1982 - 1984)
- Voz - Harry "The Tyrant" Conklin (1986)
- Voz - Tony Moore (1986-1992, 2008-2009, 2010-2013)
- Voz - Mike DiMeo (1992 - 2004)
- Voz - Mike Tirelli (2005 - 2007)
- Guitarra - L.A. Kouvaris † (1975-1978)
- Guitarra - Rick Ventura (1978 - 1984)
- Guitarra - Mike Flyntz (1989 - actualidad)
- Bajo - Phil Feit (1975 - 1976)
- Bajo - Jimmy Iommi (1976 - 1979)
- Bajo - Kip Leming (1980 - 1984)
- Bajo - Don Van Stavern (1986 - 1990)
- Bajo - Pete Pérez (1990 - 2007)
- Batería - Peter Bitelli (1975 - 1979)
- Batería - Sandy Slavin (1979 - 1984) (1986)
- Batería - Bobby Jarzombek (1987-1995, 1997-1999, 2008-2014)
- Batería - Mark Edwards (en estudio, 1988)
- Batería - John Macaluso (1995 - 1997)
- Batería - Bobby Rondinelli (2000 - 2002)
- Batería - Frank Gilchriest (2003-2007, 2014-actualidad)
- Instrumentos de cuerda y orquestación - Kevin Dunne (1997)

## Discografía

### Álbumes de estudio
- Rock City (1977)
- Narita (1979)
- Fire Down Under (1981)
- Restless Breed (1982)
- Born in America (1983)
- Thundersteel (1988)
- The Privilege of Power (1990)
- Nightbreaker (1993)
- The Brethren of the Long House (1995)
- Inishmore (1998)
- Sons of Society (1999)
- Through the Storm (2002)
- Army of One (2006)
- Immortal Soul (2011)
- Unleash the Fire (2014)
- Armor of Light (2018)
- Mean Streets (2024)

### Vídeoclips
- "Bloodstreets" (1988)
- "Angel Eyes" (1998)
- "The Last Of The Mohicans" (1995)
- "Heart Of A Lion" (2018)
- "Caught in the Witch's Eye" (2018)
- "Mean Streets" (2024)